# Air Sénégal
Pour les articles homonymes, voir Air (homonymie).
Esprit teranga, le meilleur de notre accueil

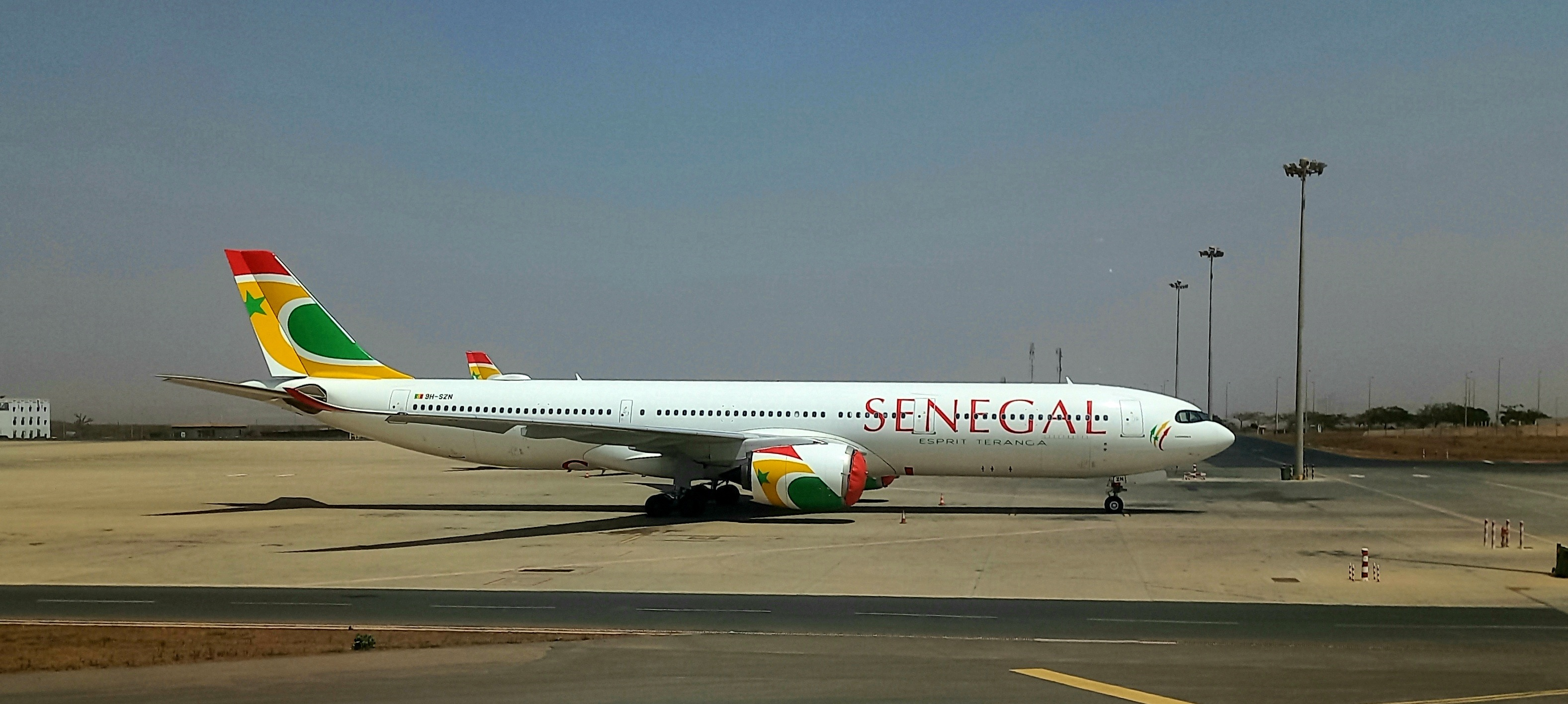
Un A330-900neo d'Air Sénégal sur le tarmac de l'aéroport international Blaise-Diagne.

Air Sénégal (code IATA : HC, code OACI : SZN) est la compagnie aérienne nationale du Sénégal. Fondée en 2016, elle est détenue par l'État à travers la Caisse des Dépôts et Consignation du Sénégal. Elle opère depuis l'aéroport international Blaise-Diagne de Dakar.

## Histoire
La compagnie est créée après la faillite de Senegal Airlines en 2016 avec l'ambition de devenir un acteur majeur du transport aérien en Afrique de l'ouest. Certifiée le 29 avril 2018, elle commence ses opérations commerciales le 14 mai 2018, avec une flotte composée alors de deux ATR72-600. Au second semestre 2018, elle prend en location 2 A319 et étend son réseau de routes aux destinations régionales.
La compagnie commande,  en novembre 2017, deux (2) Airbus long-courrier de dernière génération : A330-900neo devenant ainsi le premier acquéreur du type sur le continent africain,. La première livraison est prévue au premier trimestre 2019 avec l'ouverture de la ligne Dakar - Paris à raison d'une fréquence quotidienne,,,,,. Le premier avion a été livré le 8 mars 2019 et la livraison du second est prévu pour le troisième trimestre 2019. Avec l'arrivée du second A330-900, Air Sénégal prévoit de poursuivre son développement intercontinental vers l'Amérique du Nord et le Brésil.

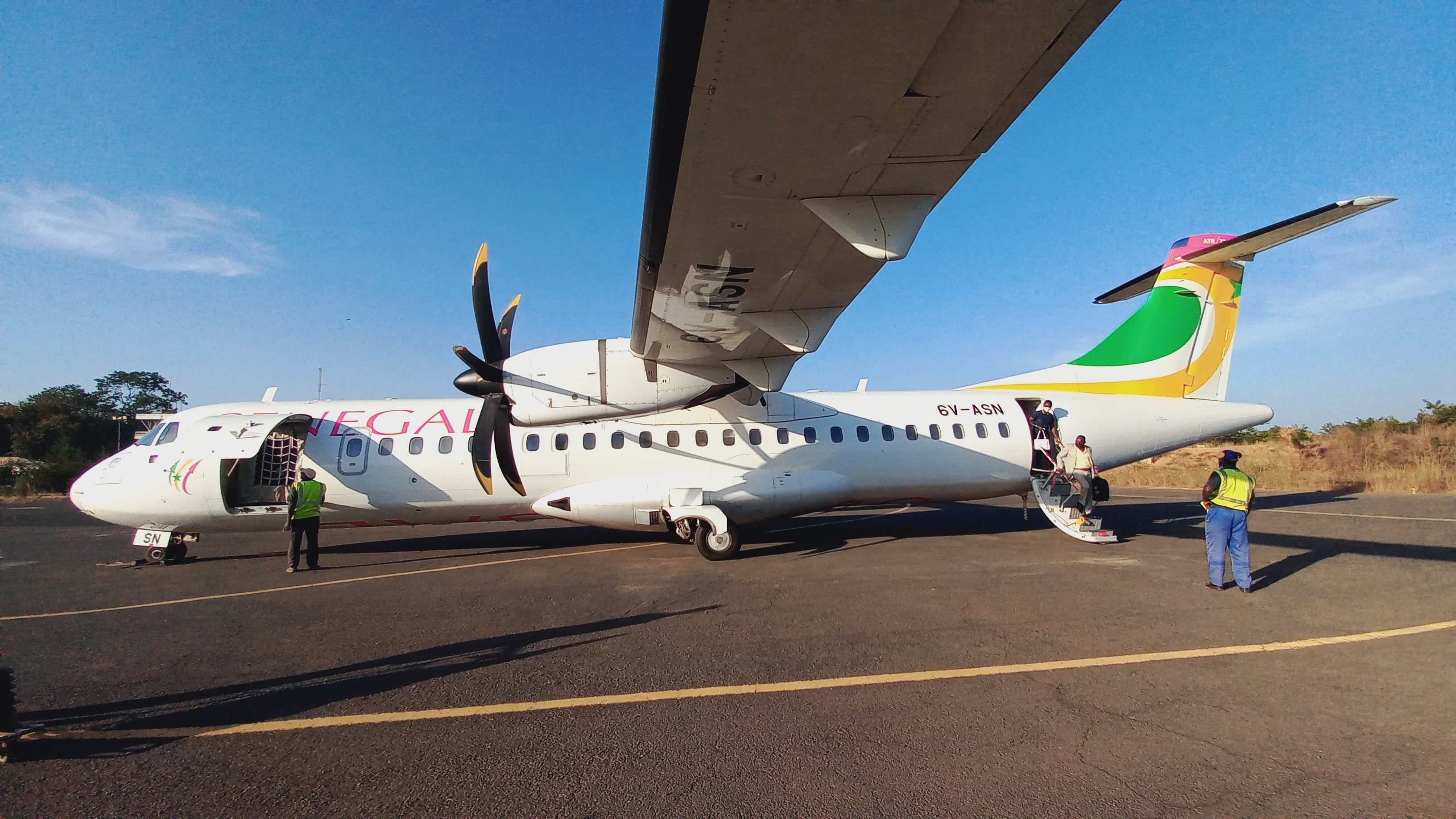
ATR 72-600 à l'Aéroport de Ziguinchor.

En décembre 2018, la compagnie Air Sénégal ouvre des vols en destination de villes telles que Ziguinchor, Banjul, Conakry, Cotonou, Praia et Bamako. La société annonce son intention d'augmenter son capital et de l'ouvrir à des investisseurs internationaux au cours de l'année 2019,. À cette fin, elle est conseillée par la banque Lazard[pertinence contestée].
En septembre 2017, Philippe Bohn est nommé directeur général de la compagnie. En numéro deux, Jérôme Maillet est désigné directeur adjoint chargé de la stratégie et de l'investissement. La compagnie Air Sénégal SA s'est associée à l'Institut Supérieur de commerce (Sup de co) dans le cadre d'une convention destinée à former les élèves sur les métiers de l'aviation.

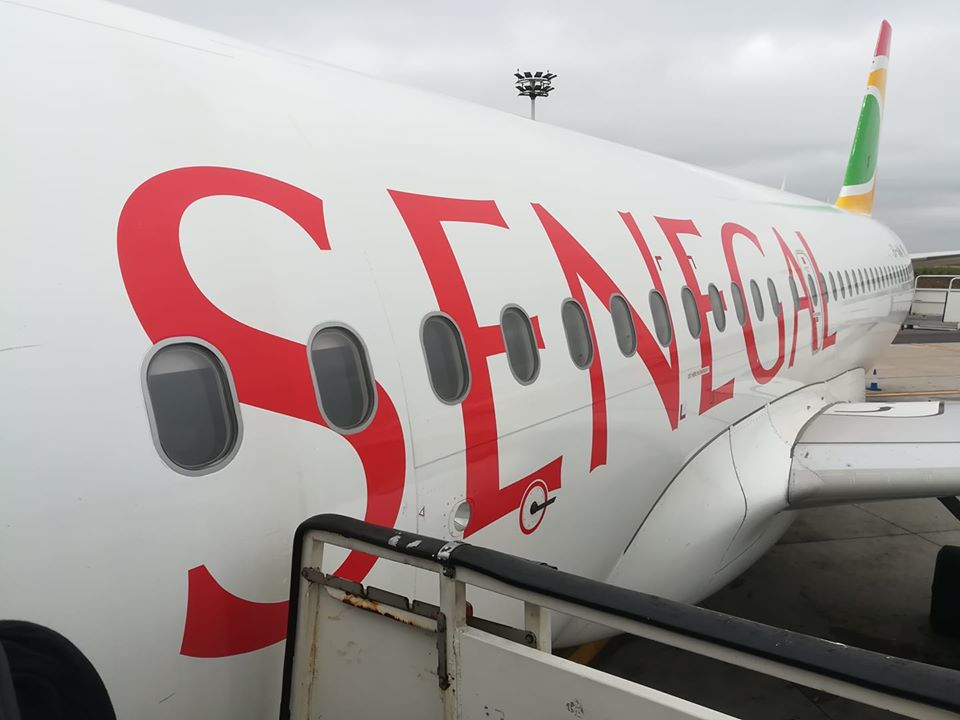
A321-200 de la flotte.

Air Sénégal reçoit le prix de « Compagnie aérienne la plus prometteuse de l'Afrique de l'Ouest pour l'année 2018 » par Capital Finance International en raison de l'ouverture de sa ligne Dakar-Paris-Dakar ainsi que de l'acquisition de deux Airbus A330-900 neo. Le 31 janvier 2019, la compagnie présente le premier Airbus A330-900, à l'aéroport Blaise-Diagne de Dakar, en présence de Macky Sall et Philippe Bohn,. La compagnie inaugure son vol Dakar-Paris le 1er février 2019.
Le 8 mars 2019, Air Sénégal devient la première compagnie africaine à intégrer à sa flotte le nouveau A330neo d'Airbus. Le 19 avril 2019, Philippe Bohn démissionne de sa fonction de directeur général de la compagnie, Ibrahima Kane prendra sa place. Le 31 juillet 2019, Air Senegal obtient son TCO (Third Country Operator)[réf. souhaitée], c'est une autorisation délivrée par l'EASA, qui permet a une compagnie non-européenne d'effectuer des vols en Europe en toute autonomie. Le 19 novembre 2019, Air Sénégal trouve un accord et commande 8  Airbus A220-300 au Dubaï Air Show. Les 2 A330neo en option seront remplacés par les A220.
En novembre 2021, lors du Dubaï Airshow, Air Sénégal et le spécialiste des financements Macquarie AirFinance ont paraphé un contrat de fourniture de cinq avions A220-300.
Air Sénégal devient la première compagnie de l'Afrique de l'Ouest à intégrer à sa flotte le nouveau Airbus A220-300 d'Airbus.
Le directeur général Ibrahima Kane est remplacé sans préavis en juillet 2022 par El Hadj Badara Fall.
Le 27 septembre 2023, Air Sénégal conclut un accord avec Royal Air Maroc pour créer un partenariat stratégique. Cet accord vise à créer de meilleures passerelles pour les voyageurs entre les deux compagnies mais aussi une augmentation des possibilités de connexion en termes d'horaires et de jours de services entre les deux pays. En matière de formation technique, des moyens vont aussi être mutualisés entre les deux compagnies.
En décembre 2023, Air Sénégal conclut cette fois un accord avec Air Côte d'Ivoire qui prévoit de donner un accès mutuel aux deux compagnies à leurs réseaux respectifs afin de gagner en puissance face à leur concurrent régional, le Togolais Asky, soutenu par Ethiopian Airlines.
En 2024, Air Sénégal apparait en grande difficulté financière, portant notamment comme un fardeau les achats d'Airbus qu'elle ne parvient pas à remplir après avoir perdu la confiance de ses partenaires et de ses usagers qui déplorent le manque de fiabilité de la compagnie (retards fréquents et service client déplorable),. Pour sauver la compagnie, le nouveau président du Sénégal, Bassirou Diomaye Faye, décide à l'été 2024 de changer de directeur général et de développer une nouvelle stratégie.
Dans ce contexte difficile (rationalisation des ressources, l'insuffisance de la flotte et le défaut de rentabilité de certaines dessertes), Air Sénégal suspend l'exploitation des lignes vers New York à partir du 19 septembre 2024, vers Milan, Libreville, Douala et Barcelone à partir du 20 septembre 2024 et Marseille et Lyon à compter du 22 septembre 2024 dans le cadre de l'optimisation de son réseau.

## Flotte

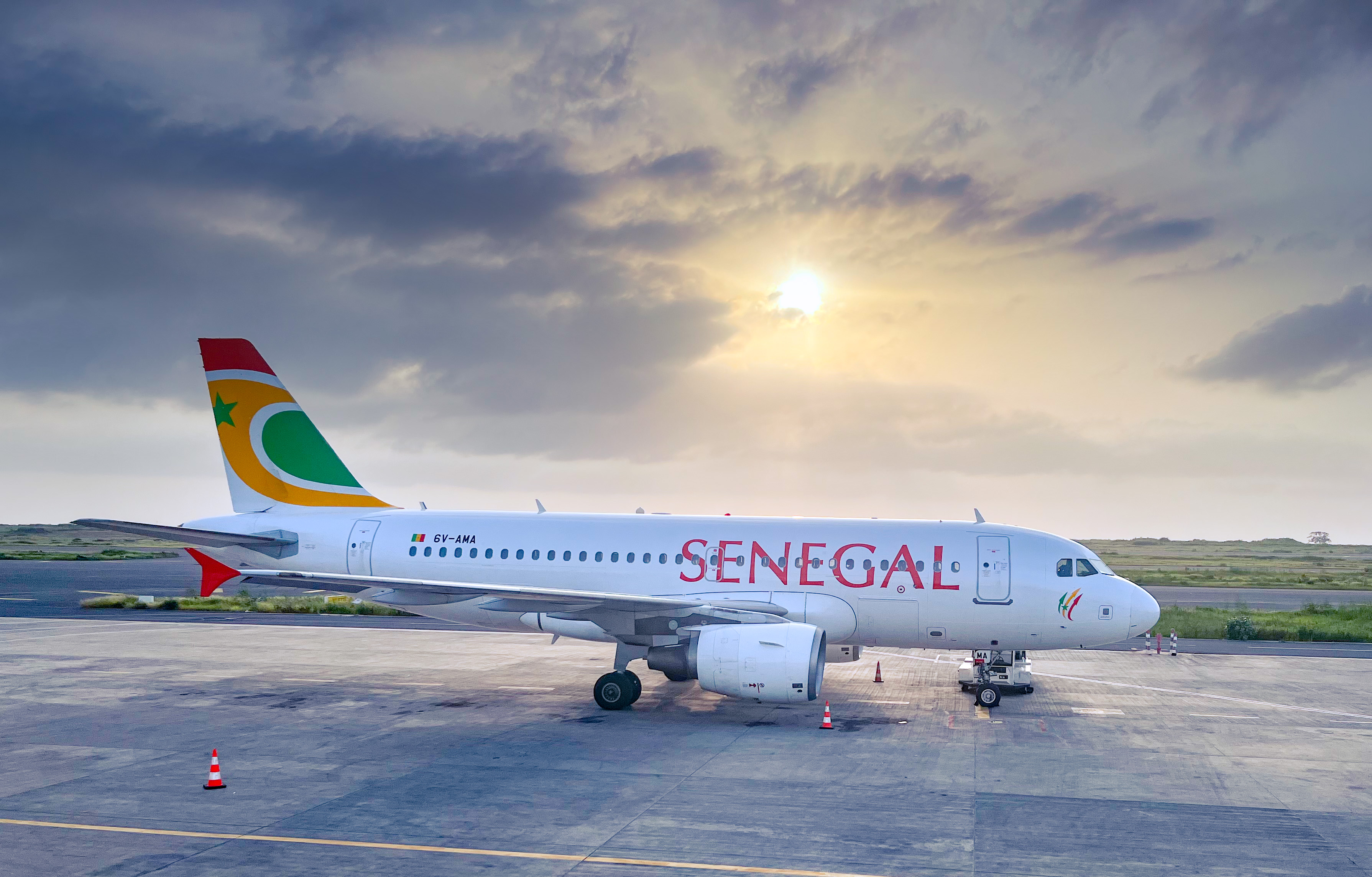
A319-100 de la flotte.

Air Sénégal dispose d'une flotte constituée de onze avions.
| Appareil    | En service | Commandes / Prévus | Configuration | Configuration | Configuration | Configuration | Notes                        |
| Appareil    | En service | Commandes / Prévus | C             | W             | Y             | Total         | Notes                        |
| ----------- | ---------- | ------------------ | ------------- | ------------- | ------------- | ------------- | ---------------------------- |
| A330-900neo | 2          | —                  | 32            | 21            | 237           | 290           | —                            |
| A321-200    | 2          | —                  | 16            | —             | 149           | 165           | —                            |
| A220-300    | 1          | 7                  | 8             | —             | 125           | 133           | Livraison entre 2021 et 2024 |
| A319-100    | 2          | 1                  | 12            | —             | 108           | 120           | —                            |
| ATR 72-600  | 2          | —                  | —             | —             | 70            | 70            | —                            |
| L-410 NG    | 2          | 3                  | —             | —             | 19            | 19            | —                            |
| Total       | 11         | 11                 |               |               |               |               |                              |

## Destinations
| Destinations           | Aéroport                                                         | Notes                                                      |
| ---------------------- | ---------------------------------------------------------------- | ---------------------------------------------------------- |
| Dakar                  | Basée à l’Aéroport international Blaise-Diagne                   |                                                            |
| Dakar                  | Aéroport international Léopold-Sédar-Senghor                     | Base pour vols domestiques sauf Ziguinchor et Cap Skirring |
| Abidjan                | Aéroport international Félix-Houphouët-Boigny                    |                                                            |
| Abuja                  | Aéroport international Nnamdi Azikiwe                            | Suspendue*                                                 |
| Accra                  | Aéroport international de Kotoka                                 | Suspendue*                                                 |
| Bamako                 | Aéroport international Modibo Keïta                              |                                                            |
| Barcelone              | Aéroport Josep Tarradellas Barcelone-El Prat                     | Suspendue*                                                 |
| Banjul                 | Aéroport international de Banjul                                 |                                                            |
| Bissau                 | Aéroport international Osvaldo Vieira de Bissau                  |                                                            |
| Brazzaville            | Aéroport international Maya-Maya                                 | Suspendue*                                                 |
| Cap Skirring           | Aéroport de Cap Skirring                                         |                                                            |
| Casablanca             | Aéroport Mohammed-V de Casablanca                                |                                                            |
| Conakry                | Aéroport international de Conakry                                |                                                            |
| Cotonou                | Aéroport international de Cotonou                                |                                                            |
| Djeddah                | Aéroport international Roi-Abdelaziz                             |                                                            |
| Douala                 | Aéroport international de Douala                                 | Suspendue*                                                 |
| Freetown               | Aéroport international de Lungi                                  |                                                            |
| Genève                 | Aéroport international de Genève                                 | Ouverture reportée                                         |
| Johannesbourg          | Aéroport international OR Tambo                                  | Ouverture reportée                                         |
| Libreville             | Aéroport international Léon-Mba                                  | Suspendue*                                                 |
| Londres                | Aéroport de Londres-Stansted                                     | Ouverture reportée                                         |
| Lyon                   | Aéroport de Lyon-Saint Exupéry                                   | Suspendue*                                                 |
| Marseille              | Aéroport Marseille Provence                                      | Suspendue*                                                 |
| Milan                  | Aéroport de Milan Malpensa                                       | Suspendue*                                                 |
| New York               | Aéroport international de New York - John-F.-Kennedy             | Suspendue*                                                 |
| Niamey                 | Aéroport international Diori Hamani                              | Suspendue*                                                 |
| Nouakchott             | Aéroport International Nouakchott--Oumtounsy                     |                                                            |
| Ouagadougou            | Aéroport international de Ouagadougou                            | Suspendue*                                                 |
| Paris                  | Aéroport de Paris-Charles-de-Gaulle                              |                                                            |
| Praia                  | Aéroport international de Praia                                  |                                                            |
| Saint-Louis            | Aéroport de Saint-Louis                                          |                                                            |
| Sal                    | Aéroport international Amílcar-Cabral                            |                                                            |
| Washington - Baltimore | Aéroport international Thurgood Marshall de Baltimore-Washington | Suspendue*                                                 |
| Yamoussoukro           | Aéroport international de Yamoussoukro                           |                                                            |
| Ziguinchor             | Aéroport de Ziguinchor                                           |                                                            |

*En raison du COVID-19 qui a secoué le monde de l'aviation, certaines lignes sont suspendues ou réduites.